# 錢恂

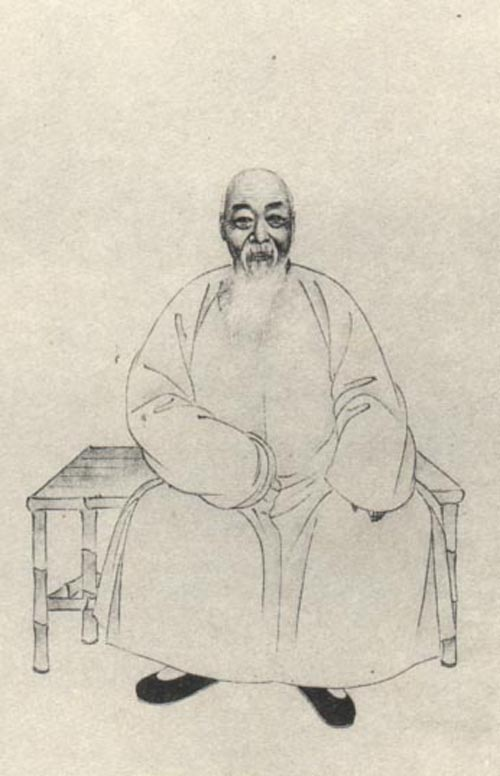
《清代学者象传》中的钱恂像

錢恂（1853年—1927年），原名學嘉，曾更名效嘉，后以錢恂聞名於世。字念劬，號積跬步齋主人。浙江湖州歸安（今南浔区）人。中國外交官、学者。

## 生平
同治八年（1869年）入归安县学。光绪十年（1884年）入宁绍道台薛福成幕府，整理天一阁藏书，編成《天一閣見存書目》，并且根据海关图册编成了《中外交涉类要表》、《光绪通商综核表》。1890年，钱恂以直隶候补县丞随薛福成出使英国、意大利、法国、比利时诸国。1891年，俄罗斯帝国出兵侵占新疆帕米尔地区，驻俄公使许景澄奉命代表中国方面与俄国谈判，钱恂被派赴帕米尔地区查勘边界，并参加整理中俄边界地形图，获许景澄赏识。
1892年，钱恂升任知府分省补用。归国后，钱恂赴翁同龢府拜望，受翁同龢器重，被翁同龢推荐给出使英、法、意、比大臣龚照瑗。此后不久，钱恂随龚照瑗出使欧洲各国。
1895年，两江总督张之洞奏请将钱恂提前调回国，此后钱恂入张之洞幕府，任洋务文案，并历任湖北自强学堂提调、湖北武备学堂提调、湖北枪炮局提调等职务。后通过张之洞保荐，1898年钱恂获光绪帝召见，并以出使大臣记名。1899年，张之洞派钱恂任湖北留日学生监督，驻日本。其间，钱恂联络日本各界。他还将自己的两个儿子（其中长子为钱稻孙）、一个儿媳、一个女婿带到日本留学。经孫中山介绍，钱恂加入兴中会。钱恂还曾以笔名“太公”为浙江籍留日学生刊物《浙江潮》撰写《海上逸史》两篇，分别题为《葛玛航行印度事》、《陆治斯南极探险事》。钱恂的进步倾向受到湖北守旧人士非议，张之洞多次警告钱恂，钱恂乃于1901年辞职。此后，张之洞改派钱恂为湖北筹办处及交涉事务委员。
1903年，钱恂和夫人单士厘进行了80天旅行，自日本经韓國、中國東北、俄国西伯利亚到欧洲。单士厘为此著有《癸卯旅行記》。1904年，钱恂以二等参赞随驻俄国公使胡惟德出使俄国。1905年，经出使各国考察政治大臣李盛铎举荐，钱恂任东西洋考察大臣参赞。1906年，钱恂、董鸿祎到南洋考察学务，其间，他电咨两江总督端方议设华侨学校，后获清政府批准。不久，专收华侨子弟的暨南学堂（今暨南大学前身）成立。
1907年钱恂任出使荷兰钦差大臣，任内兼充海牙和平会议议员，同陆征祥代表中国政府参加第二次海牙和平会议，并成功解决了中国在荷兰属殖民地设领事馆问题。1908年调任出使意大利大臣，任内于1908年11月参加在意大利召开的万国农业会。1909年钱恂被免职。在驻外任职期间，钱恂十分关心清政府推动的宪政改革。在《政教宜分疏》、《外交宜公诸舆论疏》中，钱恂认为清政府预备立宪，首先应当厘清政治同宗教的界限，保证人民享有信教自由，他还认为立宪须先开民智与官智，应重视选拔各省谘议局议员。他还选译了意大利宪法、民法等，供清政府推行预备立宪时进行参考。他还上疏对剪发易服、改用阳历等表示反对。
免职以后，钱恂回到家乡湖州闲居。其间，湖州中学堂校长、中国同盟会会员沈谱琴曾请他代理校长。武昌起义后，钱恂参加领导光复湖州，任湖州军政分府民政长。1912年任浙江图书馆总理。后来，他被袁世凯聘为总统府顾问、参政院参政。袁世凯称帝失败后，钱恂离开政界。
1927年，钱恂病逝。

## 家族
父钱振常，清朝同治进士。母海寧姚師濂仲女姚佩玖。同父异母弟钱玄同 
。
錢恂元配仁和董慎言(字仁甫)長女董夫人（1851-1882），繼配蕭山單恩溥女單士厘夫人（字受兹，1858-1945）。子二：錢稻孫及錢穟孫。女四：長女嫁歸安徐昭宣,二女錢潤輝嫁仁和董寳和子董鴻禕,外孫董大酉。三女四女幼殤。

## 著作
錢恂著述：
- 韻目表 一卷（署名錢學嘉）
- 史目表 二卷
- 唐韻考 五卷 （錢恂校勘）
- 光緒通商綜覈（同“核”字）表 及 中外交涉類要表
- 帕米爾圖説 圖一幅敘例一卷
- 中俄界約斠注 七卷
- 日本政要十二種
- 财政四纲 四卷
- 二二五五疏
- 金蓋樵話 二十六卷
- 有清进书表
- 清骈体文录典纶类